# Fade (Yo La Tengo)
Fade è il sedicesimo album in studio del gruppo musicale indie rock statunitense Yo La Tengo, pubblicato nel 2013. È stato prodotto da John McEntire, dopo che Roger Moutenot aveva prodotto i precedenti dischi del gruppo dal 1993 al 2009.

## Tracce
Testi e musiche di Yo La Tengo.
1. Ohm – 6:48
2. Is That Enough – 4:15
3. Well You Better – 2:37
4. Paddle Forward – 2:49
5. Stupid Things – 5:06
6. I'll Be Around – 4:47
7. Cornelia and Jane – 4:49
8. Two Trains – 4:45
9. The Point of It – 3:38
10. Before We Run – 6:14

## Formazione
- Ira Kaplan - voce, chitarre, tastiere, synth
- Georgia Hubley - batteria, percussioni, tastiere, cori, voce
- James McNew - basso, cori